# ナザル・ゲイダロフ
ナザル・ゲイダル・オグルィ・ゲイダロフ（ロシア語: Назар Гейдар оглы Гейдаров、1891年 - 1968年12月30日）、民族名ナザル・ヘイダル・オグル・ヘイダロフ（現代アゼルバイジャン語: Nəzər Heydər oğlu Heydərov）は、アゼルバイジャン・ソビエト社会主義共和国の政治家。

## 生涯
1891年、ロシア帝国エリザヴェトポリ県ギュルジュルの農家に生まれた。ゲルスィの学校を卒業してバラハヌィ油田のノーベル兄弟社で1913年から1918年まで働き、同年からボリシェヴィキとなった。アゼルバイジャン社会主義ソビエト共和国の成立後は1920年にクバトルィ革命委員会議長を、翌1921年から1923年まではクバトルィ郡ソビエト執行委員会議長、アゼルバイジャン共産党クバトルィ郡委書記および中央委教官を務め、ザンゲズルでダシュナク党のゲリラと闘争。翌1924年から1926年までアグダシュ郡およびシュシャ郡ソビエト執行委員会議長を、同年から1928年までナゴルノ・カラバフ自治州州ソビエト執行委員会副議長を務め、1927年から1928年まではアゼルバイジャン共和国最高XTSで勤務した。
1928年から1931年までスターリン産業アカデミー (ru) とモスクワ石油学院で学び、両校卒業後は30代でアゼルバイジャン石油業界の指導者に上り詰めた。1931年から1949年5月にかけてモロトフ石油工業、アジズベコフネフチ、アズテフスナブネフチ、アズネフチ、キロヴァバードネフチの取締役を歴任し、アゼルバイジャン共産党中央委員にもなった。1945年から翌1946年にかけては赤軍のイラン進駐に大佐として随行し、アゼルバイジャン国民政府の庇護の元でタブリーズ、バンダル・シャーフ、ジンジャンで石油の試掘を行っている。
1949年5月18日から1954年3月9日までアゼルバイジャン共和国最高会議 (ru) 幹部会議長を務め、副議長や第2期・第3期代議員にもなった。ソビエト連邦最高会議第3期代議員および 連邦最高会議幹部会副議長も務めたが、1960年に引退し、1968年12月30日にバクーで死去した。
長男のガチャイ (az) は歴史家となり、末の息子アリフ (az) はアゼルバイジャン共和国内相となった。